# Paris en selle
Paris en selle est une association d'intérêt général qui vise à développer l'usage du vélo comme mode de déplacement dans l'agglomération parisienne et à améliorer les conditions de circulation à vélo.
Paris en selle est membre de la Fédération française des usagers de la bicyclette et fait partie des principaux acteurs du militantisme pro-vélo à Paris.

## Création et objectifs
Paris en selle a été créée en 2015 à l'occasion de la première édition publique du budget participatif organisé par la Ville de Paris. L'objet initial de l'association se limitait à organiser la promotion du projet pro-vélo soumis au budget participatif. Le projet est finalement restructuré par la Ville de Paris en plusieurs sous-projets. L'association choisit de faire campagne pour le projet « En piste, encore plus d'aménagements cyclables », qui arrive en tête des suffrages de l'édition 2015.
L’association se déclare indépendante de tout parti politique mais assume de participer au débat public sur l'aménagement de la ville et l'organisation des mobilités. Notamment, elle affiche des positions critiques de la Mairie de Paris,. Son fondateur, Charles Maguin, est considéré comme une « figure du lobby du vélo ». Elle compte, mi-2020, près de 1 500 adhérents.

## Actions et prises de position

### Budget Participatif
Fondée historiquement autour du budget participatif, l'association a déposé des projets pro-vélo à chaque édition. En 2017, la Ville de Paris a choisi de ne plus autoriser les projets d'aménagements cyclables, pour permettre aux agents des services de la voirie de se concentrer sur la mise en œuvre du Plan Vélo.

### Observatoire du Plan Vélo
L'association est à l'origine de l'Observatoire du Plan Vélo voté en 2015 par le Conseil de Paris au début de la mandature d'Anne Hidalgo. Cet observatoire permet notamment de suivre sur une carte l'avancement de la réalisation du réseau cyclable, ainsi que le déploiement des emplacements de stationnement pour vélo et les zones de circulation apaisées (« Zones 30 » ou « Zones de rencontre »).
L'Observatoire du Plan Vélo est relancé fin 2022 pour prendre en compte le nouveau plan vélo de la mandature 2020-2026, un an après l'annonce par David Belliard de ce plan d'investissement.

### Sensibilisation au respect des aménagements cyclables
L'association entend sensibiliser les élus locaux mais aussi le grand public sur les questions de sécurité routière. Dans cette optique, elle organise le 13 avril 2018, sur le boulevard Saint-Denis de Paris, une première action de protection de la voie cyclable,. Des militants se placent le long de cette voie, de manière à dissuader les deux-roues motorisées de l'emprunter. Ce happening accompagne l'action de la Mairie de Paris, qui entend faire respecter le code de la route « pour permettre notamment de favoriser la pratique du vélo en toute sécurité ».
Cette action est renouvelée le 4 septembre 2018, sur le pont de la Concorde, où une assistante parlementaire à 
vélo avait été tuée par un camion quelques mois plus tôt.

### Collectifs inter-associations
Paris en selle est à l'initiative de plusieurs collectifs inter-associations qui agissent sur des sujets ou projets d'aménagements directement liés aux conditions de circulation à vélo, notamment :
- Le collectif Libérer Leclerc, qui se mobilise contre les prescriptions du préfet de Police de Paris sur le projet de réaménagement de l'avenue du Général-Leclerc[18], que le collectif considère comme un veto au projet d'apaisement de la circulation automobile. L'association Mieux se déplacer à bicyclette, membre du collectif, a lancé un recours en abus de pouvoir contre cette décision du préfet.
- Le collectif Ras le Scoot[19], qui lutte contre les nuisances des deux-roues motorisés à Paris et demande notamment le respect des aménagements cyclables[20]. Ce collectif regroupe neuf associations. Il dénonce le « traitement de faveur des deux-roues motorisés » qui prévaudrait, selon lui, à Paris[21].

### Vélib
Fin avril 2018, Paris en Selle dénonce les retards du déploiement de Vélib2, et qualifie la situation de « fiasco ». Par-delà les problèmes contingents (et notamment une grève du personnel), Paris en Selle estime que « le système High Tech de Smovengo s'avère fragile avec des problèmes logiciels et matériels ». L'association dénonce le « hiatus complet », entre les objectifs affichés par la ville de développer le vélo, et la dégradation du service rendu par Vélib.
En mai 2018, Paris en Selle salue le plan de sortie de crise annoncé par Vélib, qu'elle estime de nature à « rétablir un service de base fonctionnel ». Cependant, l'association estime également que l'opérateur est dans un « ratage complet », qui a un fort impact sur le développement du vélo à Paris, puisque Vélib représentait un tiers du trafic du temps qu'il fonctionnait.

### Hommages à Paul Varry
À la suite du décès le 15 octobre 2024 de Paul Varry membre actif et référent du groupe local Paris Centre, Paris en selle et Mieux se déplacer à bicyclette ont conjointement appelé à un hommage le 16 octobre 2024 place de la Madeleine à quelque pas du lieu du drame.
Le 19 octobre 2024, ces deux associations et la Fédération française des usagers de la bicyclette organisent un second hommage place de la République.